# Michał Śliwiński
Michał Śliwiński (en ruso: Михаил Сливинский, Mijail Slivinski, en ucraniano: Михайло Слівінський, Myjailo Slivinski; Dobrótvir, URSS, 5 de febrero de 1970) es un deportista polaco que compitió para la Unión Soviética y Ucrania en piragüismo en la modalidad de aguas tranquilas.
Participó en cinco Juegos Olímpicos de Verano, obteniendo dos medallas de plata, en Seúl 1988 y en 1992, ambas en la prueba de C1 500 m, el cuarto lugar en Atlanta 1996 (C1 500 m), el séptimo en Sídney 2000 (C1 500 m) y el quinto en Atenas 2004 (C2 1000 m).
Ganó diecisiete medallas en el Campeonato Mundial de Piragüismo entre los años 1989 y 2005, y cinco medallas en el Campeonato Europeo de Piragüismo entre los años 1997 y 2005.

## Palmarés internacional
| Representando a la URSS           |                              |                   |             |
| Juegos Olímpicos                  |                              |                   |             |
| Año                               | Lugar                        | Medalla           | Competición |
| 1988                              | Seúl (Corea del Sur)         | Medalla de plata  | C1 500 m    |
| Campeonato Mundial                |                              |                   |             |
| Año                               | Lugar                        | Medalla           | Competición |
| 1989                              | Plovdiv (Bulgaria)           | Medalla de oro    | C1 500 m    |
| 1990                              | Poznań (Polonia)             | Medalla de oro    | C1 500 m    |
| 1991                              | París (Francia)              | Medalla de oro    | C1 500 m    |
| Representando al Equipo Unificado |                              |                   |             |
| Juegos Olímpicos                  |                              |                   |             |
| Año                               | Lugar                        | Medalla           | Competición |
| 1992                              | Barcelona (España)           | Medalla de plata  | C1 500 m    |
| Representando a Ucrania           |                              |                   |             |
| Campeonato Mundial                |                              |                   |             |
| Año                               | Lugar                        | Medalla           | Competición |
| 1994                              | Ciudad de México (México)    | Medalla de bronce | C1 200 m    |
| 1994                              | Ciudad de México (México)    | Medalla de bronce | C1 500 m    |
| 1995                              | Duisburgo (Alemania)         | Medalla de bronce | C1 200 m    |
| 1997                              | Dartmouth (Canadá)           | Medalla de bronce | C1 200 m    |
| 1997                              | Dartmouth (Canadá)           | Medalla de bronce | C1 500 m    |
| 1998                              | Szeged (Hungría)             | Medalla de bronce | C1 200 m    |
| 1998                              | Szeged (Hungría)             | Medalla de bronce | C1 500 m    |
| Campeonato Europeo                |                              |                   |             |
| Año                               | Lugar                        | Medalla           | Competición |
| 1997                              | Plovdiv (Bulgaria)           | Medalla de bronce | C1 200 m    |
| 2000                              | Poznań (Polonia)             | Medalla de bronce | C4 200 m    |
| Representando a Polonia           |                              |                   |             |
| Campeonato Mundial                |                              |                   |             |
| Año                               | Lugar                        | Medalla           | Competición |
| 2001                              | Poznań (Polonia)             | Medalla de oro    | C2 1000 m   |
| 2001                              | Poznań (Polonia)             | Medalla de bronce | C1 200 m    |
| 2002                              | Sevilla (España)             | Medalla de oro    | C2 1000 m   |
| 2001                              | Poznań (Polonia)             | Medalla de bronce | C4 500 m    |
| 2003                              | Gainesville (Estados Unidos) | Medalla de plata  | C4 500 m    |
| 2005                              | Zagreb (Croacia)             | Medalla de oro    | C4 1000 m   |
| 2005                              | Zagreb (Croacia)             | Medalla de bronce | C4 500 m    |
| Campeonato Europeo                |                              |                   |             |
| Año                               | Lugar                        | Medalla           | Competición |
| 2002                              | Szeged (Hungría)             | Medalla de plata  | C2 1000 m   |
| 2004                              | Poznań (Polonia)             | Medalla de oro    | C2 1000 m   |
| 2005                              | Poznań (Polonia)             | Medalla de plata  | C2 500 m    |